# Raggruppamento unità addestrative
Il Raggruppamento unità addestrative (RUA) è una struttura operativa dell'Esercito Italiano, dipendente direttamente dal comando per la formazione e Scuola di applicazione.
Ha sede in Campania, nella città di Capua in una caserma intitolata a Oreste Salomone, ed il suo compito è di coordinare l'addestramento e formazione iniziale del personale VFP1 dell'Esercito Italiano; ad esso fanno capo i vari reggimenti addestramento volontari (RAV).

## Storia
La struttura venne dismessa dall'Aeronautica Militare il 20 luglio del 2000. Il 4 settembre successivo venne costituito dall'esercito italiano un "comando alla sede" con il compito di ripristinare l'efficienza dell'infrastruttura, i cui lavori iniziarono nel dicembre 2001 con la trasformazione del comando alla sede in "comando comprensorio". 
Grazie a varie opere di ammodernamento la caserma poté ospitare dal 18 dicembre il 47º Reggimento addestramento volontari "Ferrara", trasferitosi da Barletta, e, dal 1º aprile 2004, il 17º Reggimento addestramento volontari "Acqui" proveniente da Sora. L'8 ottobre 2004 il Raggruppamento unità addestrative, in precedenza ubicato, limitatamente al solo vertice di comando, nella sede di Viterbo e con i reggimenti 17º RAV "Acqui", 47º RAV "Ferrara", 80° RAV "Roma", 85° RAV "Verona", 235° RAV "Piceno", si costituì in Capua per soppressione del comando comprensorio. Inizialmente fu messo agli ordini di un generale di brigata.
Conseguentemente alla sospensione del servizio militare di leva in Italia  il RUA nel 2005 prese il comando  anche del 1º Reggimento fanteria "San Giusto", del 78º Reggimento fanteria "Lupi di Toscana" e del 123º Reggimento fanteria "Chieti", a cui si aggiunsero, dal 18 settembre 2006, il 57º Battaglione "Abruzzi" e il 91º Battaglione "Lucania". Sempre il 18 settembre il RUA venne posto alla guida di un generale di divisione e venne creato un centro di comando composto da comandante alla sede, stato maggiore e vice comandante.

## Articolazione territoriale e sedi
L'insediamento ha una estensione di circa 120 ettari e una capacità di oltre 2 000 unità. Il complesso ha un perimetro di circa nove chilometri e dispone di cinema, poligono di tiro, strutture ricreative e sportive.
Dal RUA dipendono i reggimenti addestramento volontari (RAV). Attualmente essi sono:
- 17º Reggimento addestramento volontari "Acqui" di Capua
- 85º Reggimento addestramento volontari "Verona" di Montorio Veronese
- 235º Reggimento di Fanteria "Piceno" di Ascoli Piceno